# Nemipterus balinensoides
Đừng nhầm lẫn với Nemipterus balinensis.
Nemipterus balinensoides là một loài cá biển thuộc chi Nemipterus trong họ Cá lượng. Loài cá này được mô tả lần đầu tiên vào năm 1918.

## Từ nguyên
Từ định danh balinensoides được đặt theo danh pháp của loài Nemipterus balinensis, hàm ý đề cập đến sự tương đồng về mặt hình thái giữa hai loài này (hậu tố –oides trong tiếng Latinh mang nghĩa là "tương tự"). Do vậy mà loài này thường bị gọi nhầm là N. balinensis.

## Phân bố và môi trường sống
N. balinensoides có phân bố tập trung ở Tây Thái Bình Dương và một phần Đông Ấn Độ Dương, bao gồm đảo Phuket và bờ biển Thái Lan thuộc vịnh Thái Lan, các nhóm đảo phía tây và nam Indonesia, miền trung Philippines, bờ bắc và đông Úc, và Nouvelle-Calédonie.
N. balinensoides sống trên nền đáy cát và bùn ở vùng nước ngoài khơi, độ sâu khoảng 30–80 m.

## Mô tả
Chiều dài cơ thể lớn nhất được ghi nhận ở N. balinensoides là 14 cm. Có thể phân biệt với N. balinensis bởi chiều sâu dưới ổ mắt và vây ngực đều ngắn hơn. Thân màu hồng nhạt về phía lưng, ánh bạc về phía bụng. Có một đốm vàng ở gốc vây ngực trên. Vây lưng màu hồng nhạt đến vàng nhạt, có viền màu vàng lục đến tím. Vây hậu môn trong mờ. Vây bụng vàng nhạt. Vây đuôi hồng nhạt, chóp thùy trên màu tím.
Số gai vây lưng: 10; Số tia vây lưng: 9; Số gai vây hậu môn: 3; Số tia vây hậu môn: 7; Số gai vây bụng: 1; Số tia vây bụng: 5.

## Sử dụng
N. balinensoides thường bị đánh bắt không chủ đích bằng lưới kéo, nhưng ít khi được giữ lại để bán.